# Закон Кюрі
Закон Кюрі — фізичний закон, описує магнітну сприйнятливість парамагнетиків, яка при постійній температурі для цього виду матеріалів приблизно прямо пропорційна додаваному магнітному полю.  Закон Кюрі постулює, що при зміні температури і постійному зовнішньому полі, ступінь намагніченості парамагнетиків обернено пропорційна температурі:

## Інтернет-ресурси
- Curie's law at Merriam-Webster